# Joseph Terby
Joseph Terby (Leuven, 14 december 1780 - Leuven, 23 februari 1860) was een Vlaams musicus en kapelmeester van de Sint-Pieterskerk te Leuven. Hij was tevens de stichter van de muziekschool te Leuven die later uitgroeide tot het Stedelijk Conservatorium. Hij was een vooraanstaand violist en componist en was getrouwd met Marie-Claire Van Autgaerden. Samen kregen ze twee kinderen: Joseph de Jongere (1808-1874?) en de astronoom François Pierre (1813-1884), beide voortreffelijke violisten, opgeleid door hun vader.